# Єлизавета Михайлівна Романова
Єлизавета Михайлівна Романова (рос. Елизавета Михайловна Романова, нім. Elisabeth Michailowna Romanowa), також Єлизавета Михайлівна Російська (рос. Елизавета Михайловна Российская, нім. Elisabeth Michailowna von Russland), нар. 14 (26) травня 1826 — пом. 16 (28) січня 1845) — герцогиня-консорт Нассау у 1844—1845 роках, уроджена велика княжна Російської імперії з дому Романових, донька великого князя Російської імперії Михайла Павловича та вюртемберзької принцеси Шарлотти, перша дружина герцога Нассау Адольфа I.

## Біографія

### Ранні роки
Народилась 14 (26) травня 1826 року у Москві. Була другою дитиною та другою донькою в родині великого князя Михайла Павловича та його дружини Шарлотти Вюртемберзької, яка після прийняття православ'я звалася Олена Павлівна. Новонароджена отримала ім'я на честь імператриці Єлизавети Олексіївни, яка пішла з життя за десять днів до її народження. Імператриця-матір Марія Федорівна дуже зраділа появі онуки. Мала старшу сестру Марію та молодшу — Катерину. Двоє найменших сестер померли в ранньому дитинстві. У родинному колі дівчинку називали Ліллі.

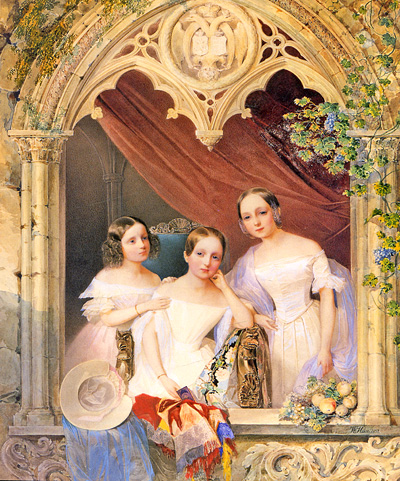
Портрет сестер пензля В. І. Гау, 1838

Мешкала сім'я у Михайлівському палаці Петербургу. Відносини між батьками були прохолодними. Різні за характерами, вони часто сварилися. Мати отримала гарну освіту у Франції, підтримувала стосунки з багатьма діячами науки та культури. Серед її знайомих були Александер фон Гумбольдт, К. М. Бер, В. Я. Струве, В. Ф. Одоєвський, Ф. І. Тютчев. Імператор Микола І казав про неї: «Олена — це вчений нашого сімейства». Батько, якого в родині вважали доброю та привітною людиною, всього себе присвятив військовій справі. У побуті він відрізнявся скромністю та простотою, нерідко бачили, як він на самоті прогулювався петербурзькими набережними у звичайній військовій формі.
Велика княгиня сама слідкувала за освітою доньок. Виховувала дівчаток у строгому дусі, особисто підбирала для них викладачів, стежила за успіхами. Найважливішим Олена Павлівна вважала добре знання іноземних мов і літератури, вміння грати на якомусь музичному інструменті й уміння малювати.
Михайло Павлович, втративши надію стати батьком сина, ввів до навчальної програми дівчат один із військових предметів — знання сигналів на горні та барабані. Княжни непогано опанували це мистецтво, що викликало гордість батька-генерала. Траплялося, що великий князь привозив офіцерів, які зробили помилки на навчаннях або оглядинах, до свого палацу. Запросивши доньок, він змушував сурмача грати сигнали, а великі княжни безпомилково пояснювали їх значення. «Ось, пане мій,— говорив він, — навіть доньки мої, зовсім діти, знають сигнали, які вам, як видно, не знайомі, а тому ласкаво прошу відправлятися на гауптвахту».
Єлизавета зростала дуже рухливою та темпераментною дитиною. Вдома її називали Ліллі-моторна (рос. Лилли-егоза). Велика княжна Ольга Миколаївна писала у своїх мемуарах: «...Кузина Ліллі, дуже пряма, трохи запальна та схожа на хлопчика, звалася імператрицею Марією Федорівною «чесною людиною»...». Сучасники з-за кордону змальовували її «найздоровішою з трьох сестер, найкрасивішою, високою та стрункою. Волосся відливає глибокими червоними тонами, довгі світлі вії та чарівне личко».

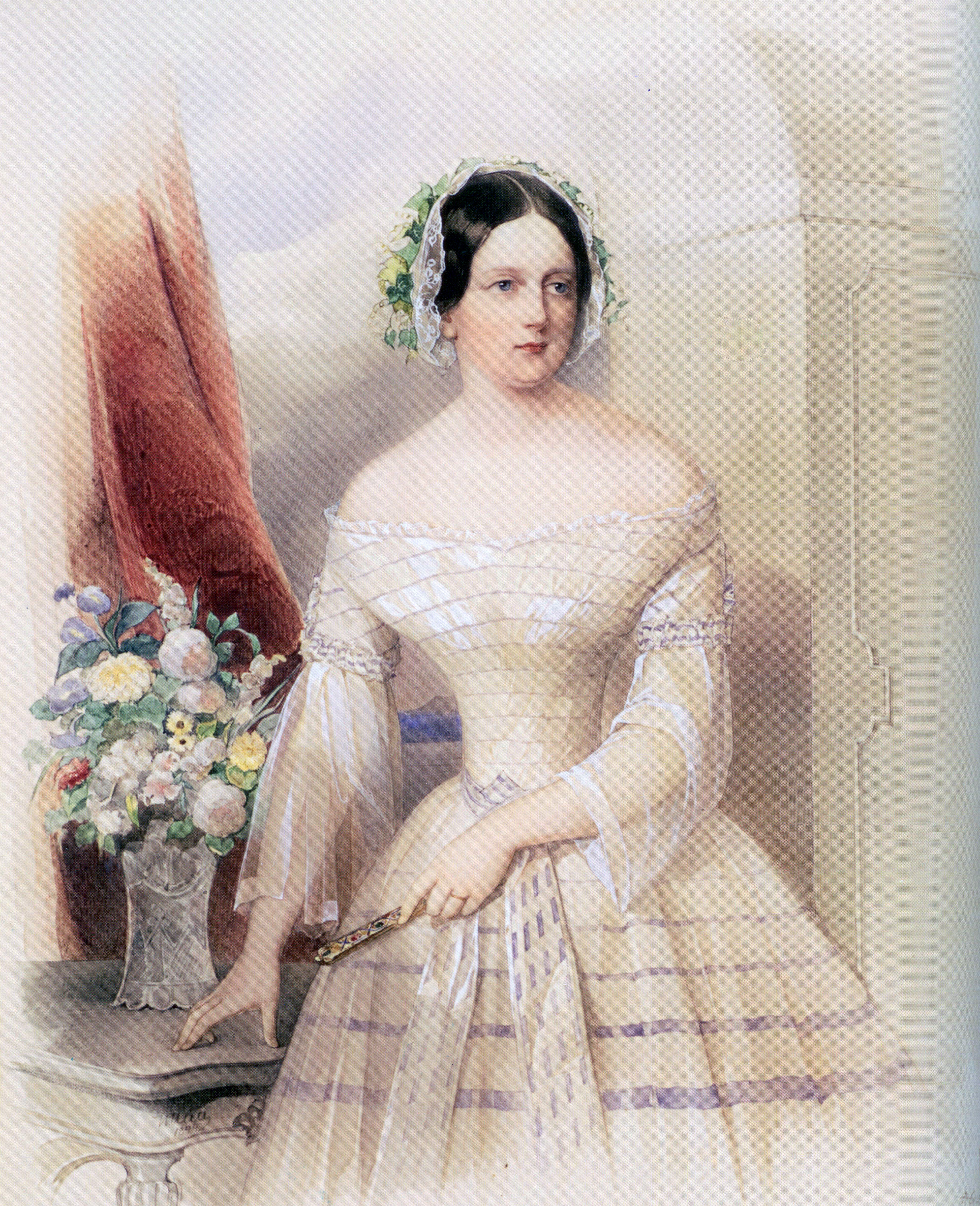
Портрет пензля В. І. Гау, 1844

Влітку 1840 року в Емсі привернула увагу свого кузена — герцога Нассауського Адольфа I, який побачив її вперше. Тоді ж він заручився згодою її матері. Олена Павлівна дуже прагла цього союзу та побоювалась, що юнак обере доньку імператора Ольгу, чому протегувала імператриця Олександра Федорівна. Окрім іншого, герцог був дуже багатою людиною. Микола I на це висловив думку, що юнак може сам вирішити, кого ж дівчат йому обрати.  У 1843 році Адольф, прибувши до Росії, коли імператор був на маневрах у Ропші, просив у нього руки Єлизавети Михайлівни прямо у військовому наметі. Той був здивований, однак не мав нічого проти. Після отримання згоди герцог негайно від'їхав до Карлсбаду 10 серпня, де в той час перебувала родина Михайла Павловича.
3 вересня молоді люди заручилася. 5 вересня про це було повідомлено в Росії, а 8 вересня — у герцогстві Нассау.
Олена Павлівна «не стиснута розрахунками, підбирала посаг доньки особисто, причому за кордоном, та до того ж з усім смаком, яким вона у високій мірі володіла, з усією розкішшю, не шкодуючи коштів».  Поряд із повним комплектом облаштунку для похідної церкви, у ньому значилися коштовності, хутра, меблеві гарнітури й екіпажі, срібні обідні та туалетні сервізи, фарфор і скло, столова та постільна білизна, настільні прикраси, олов'яний кухонний посуд, вази монументальні та вази нічні, а також гардероб, що включав тканини, мережива й «незшиті сукні». Капітал приданого в один мільйон рублів сріблом, наполовину видавався після весілля, наполовину депонованувався в державному позиковому банку на батьківщині нареченої з річною виплатою їй відсотків Велика княгиня із доньками повернулися до Росії лише у листопаді. Невдовзі був доставлений і придбаний посаг.
Адольф I зі свитою прибув до Санкт-Петербургу 8 січня 1845 року.
14 січня відбулися офіційні заручини пари у присутності імператорської родини, Державної ради та міністрів закордонних справ. При обміні обручками пролунав 51 гарматний залп. За традицією, посаг нареченої два дні перед весіллям експонувався придворним. Як свідчили очевидці, придане Єлизавети Михайлівни було розкішнішим, ніж у її кузини Олександри Миколаївни, яка взяла шлюб у тому ж місяці. Микола І хотів влаштувати подвійне весілля, однак корона, яку мала носити наречена, була в єдиному екземплярі, тож було вирішено провести вінчання на одному тижні, але у різні дні.

### Шлюб

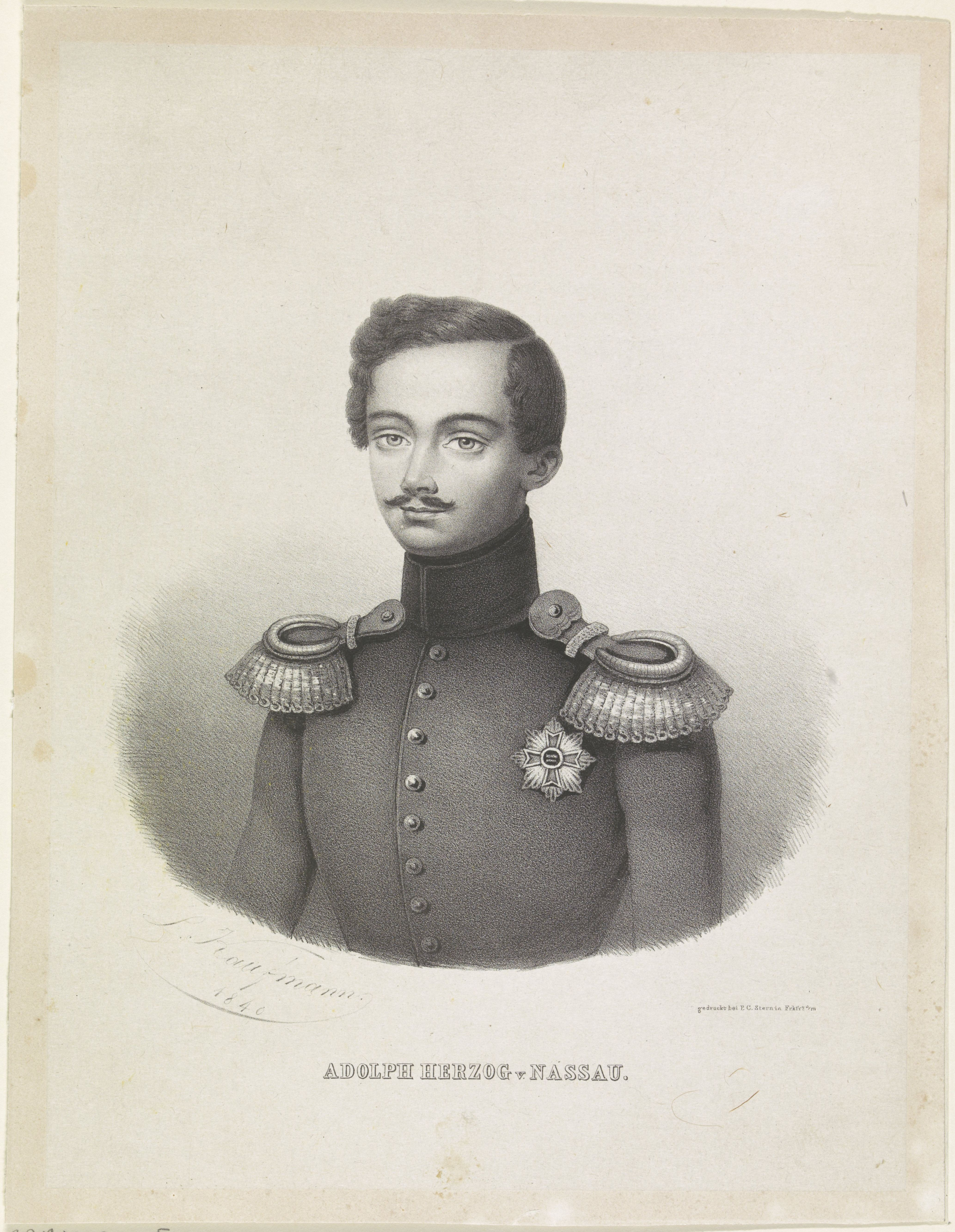
Адольф I у 1840 році

У 17 років Єлизавета стала дружиною 26-річного Адольфа Нассауського. У шлюбному контракті, що складався з 17-ти пунктів, було прописане право майбутньої герцогині зберегти православну віру, а також мати у своїй резиденції домову церкву. З російського боку документ підписав князь Волконський, зі сторони герцогства Нассау — барон фон Гагерн. Вінчання пари пройшло 31 січня 1844 у церкві Зимового палацу спочатку за православним, а потім — за лютеранським звичаєм. Нареченого змальовували як приємного молодого чоловіка, стрункого, з відкритим обличчям, в міру стриманого та скромного, в міру впевненого у собі. Весілля святкувалося дуже пишно. Барон Модест Андрійович Корф згодом згадував цю світську подію: «Все кипіло надзвичайною жвавістю і щастям». Олена Павлівна влаштувала на честь молодят маскарад, визнаний очевидцями «найчудовішим і найвитонченішим» з усіх весільних святкувань 1844 року, «для гідного опису» якого «треба було мати сукупність... пензля Брюллова з пером Пушкіна».
4 березня подружжя на 9 екіпажах вирушило до Нассау через Берлін, Веймар, Дармштадт і Франкфурт. Всюди їх вітали родичі з правлячих династій. 26 березня о 14.30 герцогська пара прибула до Вісбадену, про що повідомили гарматні залпи. Всі будинки та вулиці були прикрашені гірляндами квітів і прапорами Росії та Нассау. На розі вулиць Франкфуртської та Вільгельма були споруджені колосальні почесні ворота. Величезна кількість людей вийшла на вулиці аби зустріти своїх правителів. У Міському палаці столиці Адольфа та Єлизавету вітали гвардія, представники політичних фракцій,  гільдій, а також 28 громад герцогства. 28 березня у Курортному Залі був даний великий бал для двору, військових і держслужбовців. Святкування тривали п'ять днів і стали найяскравішою подією в історії герцогського двору Нассау.
Оселилися молодята у замку Бібріх. Зимовою резиденцією мав стати Міський палац Вісбадена. Для полювання використовували мисливський замок Платте. Адольф мав пристрасть до верхової їзди, незважаючи на серйозну короткозорість. 
Шлюб виявився щасливим. Єлизавета раділа свободі від суворої опіки матері. Чоловік був дуже уважним і турботливим. Вісбаден — красиве курортне місто, відоме своїми термальними джерелами та м'яким кліматом, — їй сподобався. У 1835 році населення столиці становило 9000 чоловік.

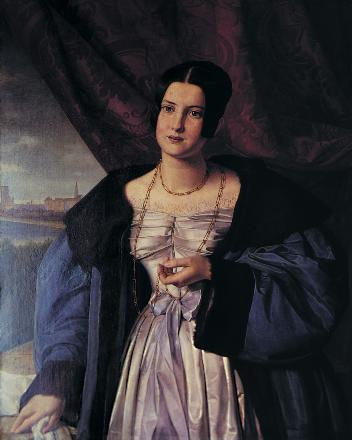
Портрет Єлизавети Михайлівни пензля невідомого майстра

Герцогиня була популярною серед народу, брала участь у громадському житті. З перших же днів звернулася до благодійності та взяла під своє заступництво знедолених. Відмовилася від коштів «вранішнього подарунку», а також щорічних сум на особисті витрати, та висловила бажання, щоб ці гроші пішли на користь бідних. За її розпорядженням були викуплені речі, закладені нужденними у позичковій скарбниці. Аби незаможні могли самі добувати собі їжу, вона придбала порожню, але придатну для обробки, землю, розділила її на ділянки та роздала бідним. Фінансово підтримувала багато організацій, у тому числі, школу для дівчаток з малозабезпечених сімей під назвою Elisabethenschule. Подорожувала із чоловіком, аби познайомитися з новою батьківщиною. У Бад-Зодені познайомилася з композитором Феліксом Мендельсоном-Бартольді, якому прислала дорогоцінний перстень.
Про вагітність Єлизавети було оголошено у червні 1844 року. Коли жінка зрозуміла, що чекає дитину, їй стало не вистачати присутності близьких. Сучасники відмічали її смуток і флегматичність.
Сімейне життя було досить замкнутим. Герцогиня мала звичку грати у віст о 9 годині вечора з чоловіком і двома запрошеними особами. За винятком герцога та його особистого секретаря, близьких відносин з кимось з придворного кола не мала.
Серед її занять було відвідування концертів, гра на піаніно, малювання, читання, а також короткі поїздки околицями. Весь одяг Єлизавети був майже виключно з Парижу. Вдень вона віддавала перевагу таким кольорам як помаранчевий, морської хвилі, темно-синій і ліловий; ввечері — білому, зеленому та синьому. Цих же кольорів були її бальні сукні.
У серпні 1844 року до Вісбадену прибув православний священник Іоанн Базаров, який мав стати духівником правительки. Того ж дня прийшла звістка про смерть великої княжни Олександри Миколаївни, за якою у Бібріху відслужили панихиду. Оскільки приміщення для церкви ще не було готовим, іконостас встановили в одній із зал Вісбаденського палацу. Все необхідне для здійснення богослужінь частиною складалося з посагу Єлизавети Михайлівни, частиною було подаровано Нассауським двором, частиною було надано Міністерством закордонних справ Росії. У листопаді домова церква була облаштована за адресою Рейнська вулиця 35/37.
Втім, ані візити з Росії, ані будь-які спроби підняти їй настрій, не могли розрадити пригніченої Єлизавети. Лікарі пояснювали це вагітністю та меланхолією. У планах герцогині було відкриття першої дитячої лікарні у Вісбадені, для якої вона вже призначила щорічну суму на утримання зі своїх доходів, однак зробити це не встигла.

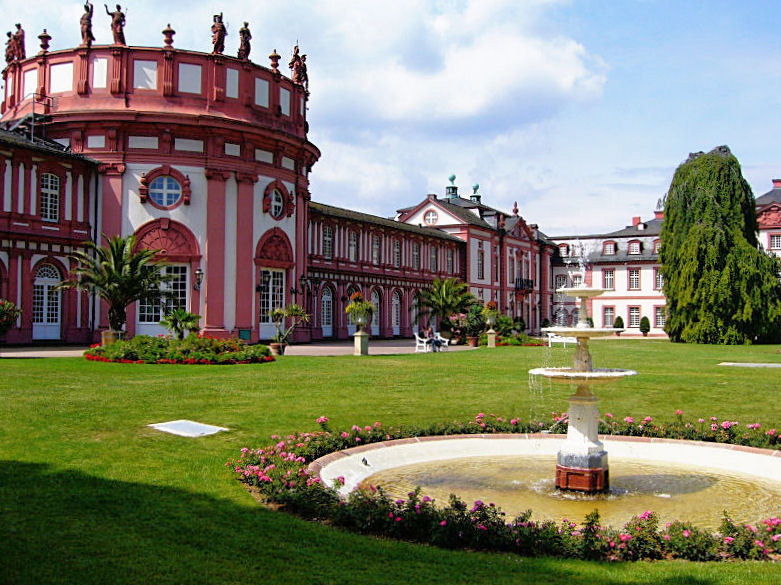
Замок Бібріх

Наприкінці року жінка почала скаржитися на сильний біль у спині, кашель і проблеми з диханням. Перші симптоми хвороби мала ще у квітні місяці. Лікарі прописали їй ліки та банки, не виявивши останньої стадії туберкульозу, на який і була хворою Єлизавета.
У грудні місяці була винайнята англійська нянька для майбутньої дитини.
Існував проект відмічати в Нассау православні свята за новим стилем, однак взимку Єлизавета Михайлівна вже була настільки хворою, що не виходила з кімнати, а парафіяни відхилили дану ідею, хоч і відвідали службу на Різдво.
16 (28) січня 1845 герцогиня народила мертву доньку, про що їй не повідомили, запевняючи, що із дитиною все ґаразд. Того ж дня Єлизавета пішла з життя. Священник, викликаний до неї, мав вловити момент, коли жінка прийшла до тями, щоб причастити Святих Таїн. Причиною смерті лікарі визнали сильну застуду, отриману нею під час тритижневого переїзду з Петербурга до Вісбадена.
В Нассау було оголошено півроку державної жалоби. Герцог дуже страждав, скаржився на свою «жахливо важку долю» і на те, що «рай був зруйнований одним махом». Сучасники тих днів при дворі Вісбадену повідомляли, що Адольф потерпав від депресії та шукав розради у поїздці до Італії.
24 січня (6 лютого) Микола І випустив маніфест, в якому Росії повідомлялося про смерть великої княгині. На батьківщині Єлизавети також був оголошений національний траур. 
1 лютого тіло герцогині перенесли з палацу до церкви на Рейнській вулиці, де протягом трьох днів відбувалися панахиди у присутності герцога, всього двору та російського посольства. 26 лютого — помістили до тимчасового приміщення в лютеранській кірсі Святого Маврикія.

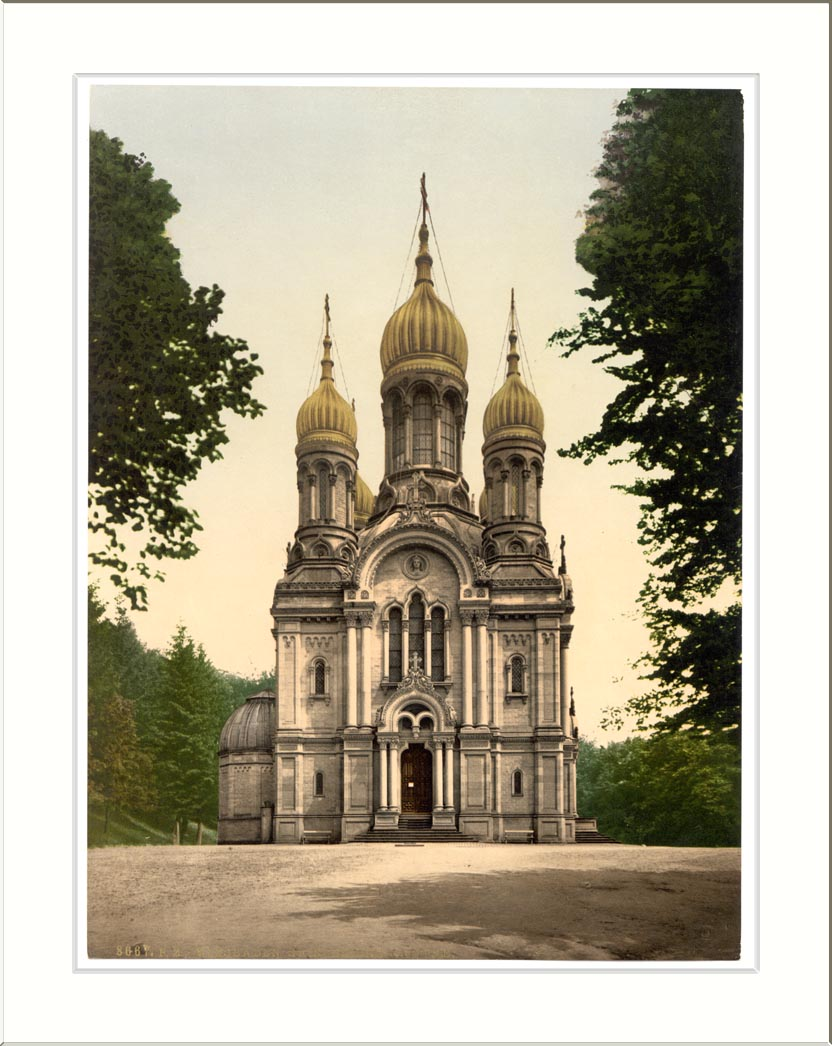
Церква Святої Єлизавети

Навесні 1845 року Адольф запитав згоди імператора Миколи I використати посаг дружини на будівництво у Вісбадені православного храму, де Єлизавета зможе знайти останній спочинок. Початковий план будівництва, представлений наприкінці липня 1845 року відомим архітектором Генріхом Гюбшем, було відхилено. Така ж доля спіткала наступну спільну пропозицію Карла Бооса та Філіпа Гофмана, оскільки та не відповідала традиціям православної архітектури. Лише після кількох візитів архітектора до Росії, проект було затверджено, і у 1847 році на горі Нероберг почалося будівництво храму. 
27 липня 1850 року у церкві Святого Маврикія трапилася сильна пожежа. З вогню вдалося врятувати лише саркофаг Єлизавети, який перенесли до католицької церкви Святого Боніфатія.
25 травня 1855 року православна церква була освячена на честь Святої Єлизавети — небесної покровительки герцогині. Наступної ночі матір і доньку перепоховали в одній труні у крипті новозведеного храму, перенісши прах при великому скупченні народу з урочистою факельною ходою з церкви Святого Боніфатія. На освяченні храму був присутнім князь Петро Андрійович Вяземський, який присвятив цій події вірш. Сам герцог напередодні виїхав до Дессау, аби уникнути болючих спогадів.
Втративши меншого брата Моріца, який міг забезпечити герцогство нащадками, Адольф I одружився вдруге із Адельгейдою Марією Ангальт-Дессауською. Він втратив трон Нассау після австро-прусської війни, однак на схилі літ, у 1890 році, успакував престол великого герцогства Люксембург. Свою першу дружину він вважав «добрим янголом» і навіть у Люксембурзькому палаці тримав її портрет у своєму робочому кабінеті над письмовим столом.
У жовтні 1896 року храм Святої Єлизавети відвідав імператор Микола II у супроводі дружини Олександри Федорівни. Він викупив і будівлю храму, і землю поруч, на якій було створений православний цвинтар.

## Нагороди
- Великий хрест ордену Святої Катерини (Російська імперія) (5 червня 1826).

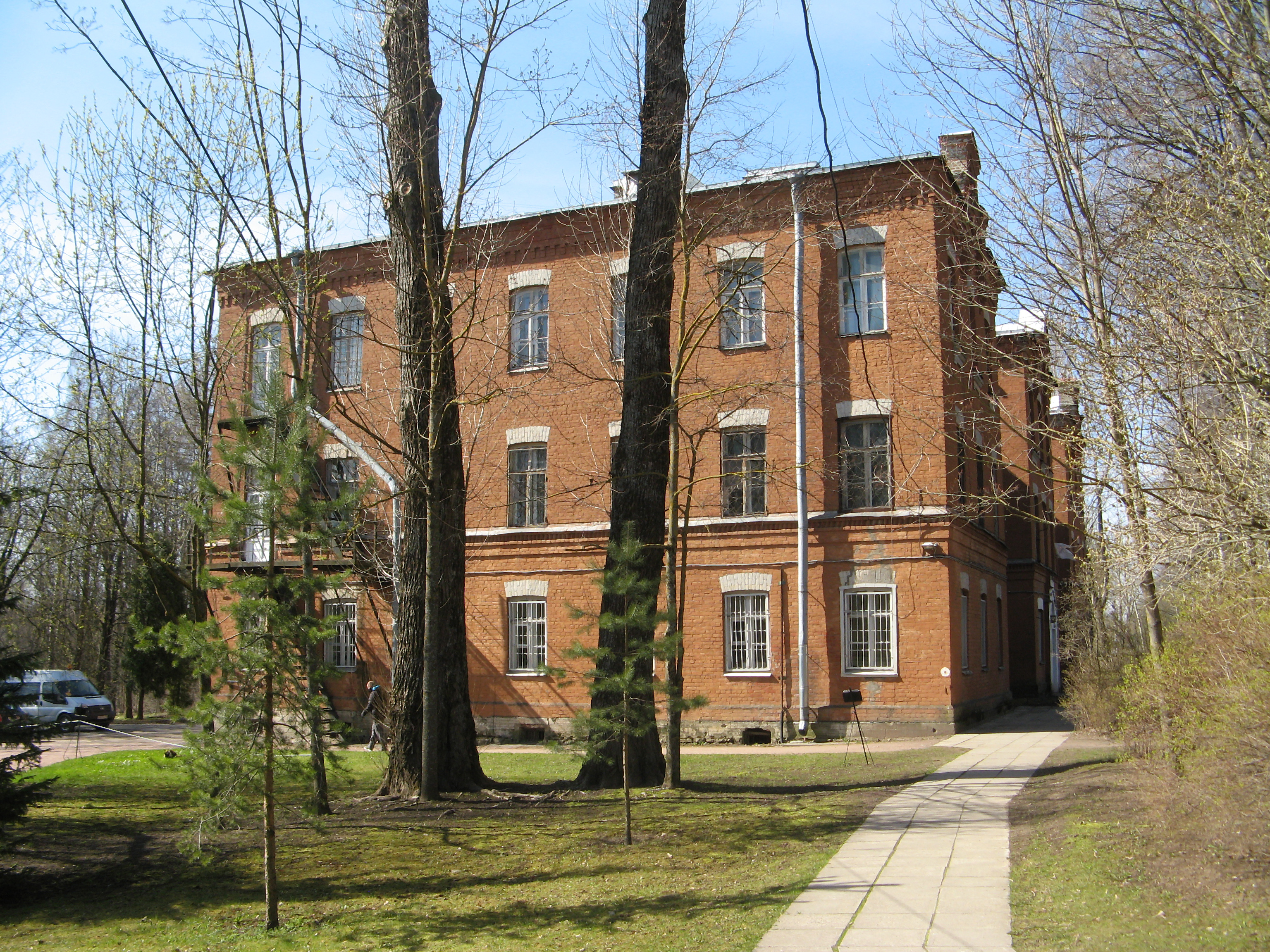
Притулок Єлизавети та Марії

## Вшанування
- 23 липня 1840 року великий князь Михайло Павлович назвав на честь доньки Єлизаветинську вулицю у Павловську, яким тоді володів.[20]
- Указом від 8 (20) березня 1845 року Микола І звелів йменувати клінічну лікарню для малолітніх дітей, засновану приватним благодійним товариством у жовтні попереднього року,[21] Єлисаветинською, на честь великої княгині Єлизавети Михайлівни.[22]
- У 1846 році Адольф I відкрив для дітей з малозабезпечених сімей санаторій, який назвав на честь дружини нім. Elisabethen-Heilanstalt.[7]
- 22 липня 1847 року у Павловську був заснований сирітський притулок Єлизавети та Марії, названий у пам'ять великокняжих сестер. Був розрахований на 130—150 дітей.[23]